# 黎城核桃
黎城核桃，是山西省黎城县的一个特产、中国农产品地理标志登记产品。

## 沿革
黎城绵核桃是黎城“四大宝”之首（核桃、花椒、柿子、枣），曾获山西省优名牌产品称号。中华人民共和国成立后，黎城核桃开始在科技栽植工艺上改进，1958年全县发展核桃树110万株。其核桃特点为个大皮薄、仁饱满、口味香甜。黎城核桃种植主要分布在黎城东北部和南部的平川地区，包括黎侯镇、东阳关镇、西井镇、东崖底镇、停河铺乡、李庄乡、程家山乡等地。共有核桃树30多万株，最高年产量达150多万公斤。每年向德国、英国、捷克、斯洛伐克、意大利、加拿大等国出口。1999年，黎城核桃在昆明世博会上获得铜奖。2002年，黎城县总投资5039万元的高科技核桃综合深加工示范工程被确定为当年国家现代农业产业化专项项目。